# Once More with Feeling
Once More with Feeling (srp. Још једном са осећајем) је компилацијски албум рок групе Пласибо, објављен 30. новембра 2004. године. Објављен је због десетогодишњице постојања бенда, а на њему се, осим њихових највећих хитова, могу наћи и три нове песме „I Do“, „Twenty Years“, као и песма „Protège-Moi“ која се нашла на претходном албуму, али у енглеској верзији.